# Ciclul solar 1

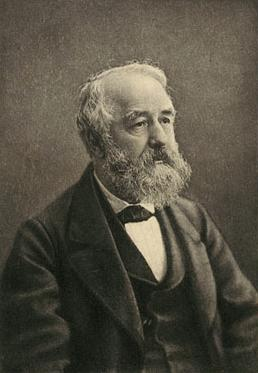
Johann Rudolf Wolf a definit lista ciclurilor solare numerotate.

Ciclul solar 1 a fost primul ciclu solar în timpul căruia a avut loc o înregistrare extensivă a activității petelor solare. Ciclul solar a durat 11,3 ani, începând în februarie 1755 și terminând în iunie 1766. Numărul maxim de pete solare observat în timpul ciclului solar a fost de 144,1 (iunie 1761), iar minimul de început a fost de 14,0.
Ciclul solar 1 a fost descoperit de Johann Rudolph Wolf care, inspirat de descoperirea ciclului solar de către Heinrich Schwabe în 1843, a colectat toate observațiile de pete solare disponibile, începând cu primele observații telescopice ale lui Galileo. El a reușit să îmbunătățească estimarea lui Schwabe privind durata medie a ciclului de la aproximativ un deceniu la 11,11 ani. Cu toate acestea, el nu a putut găsi suficiente observații înainte de 1755 pentru a identifica în mod fiabil ciclurile, de aceea ciclul 1755-1766 este numerotat convențional ca fiind ciclul 1. Wolf și-a publicat rezultatele în 1852.